# شو نیشیمورا
شو نیشیمورا (ژاپنی: 西村 翔؛ زادهٔ ۷ ژوئن ۲۰۰۱) یک بازیکن فوتبال اهل ژاپن است.
از باشگاه‌هایی که در آن بازی کرده‌است می‌توان به باشگاه فوتبال گامبا اوساکا اشاره کرد.